# دایچی ایشیکاوا
دایچی ایشیکاوا (انگلیسی: Daichi Ishikawa؛ زادهٔ ۲۲ فوریهٔ ۱۹۹۶) بازیکن فوتبال است.